# Тимощенково
Тимощенково (укр. Тимощенкове; устар. хутор Лаврики (Тимошенки)) — село, Коровинский сельский совет, Недригайловский район, Сумская область, Украина.
Код КОАТУУ — 5923583411. Население по переписи 2001 года составляло 25 человек.

## Географическое положение
Село Тимощенково находится на расстоянии в 0,5 км от сёл Тютюнниково, Муховатое и Юхты.
По селу протекает пересыхающий ручей с запрудой.